# 隠岐島前神楽

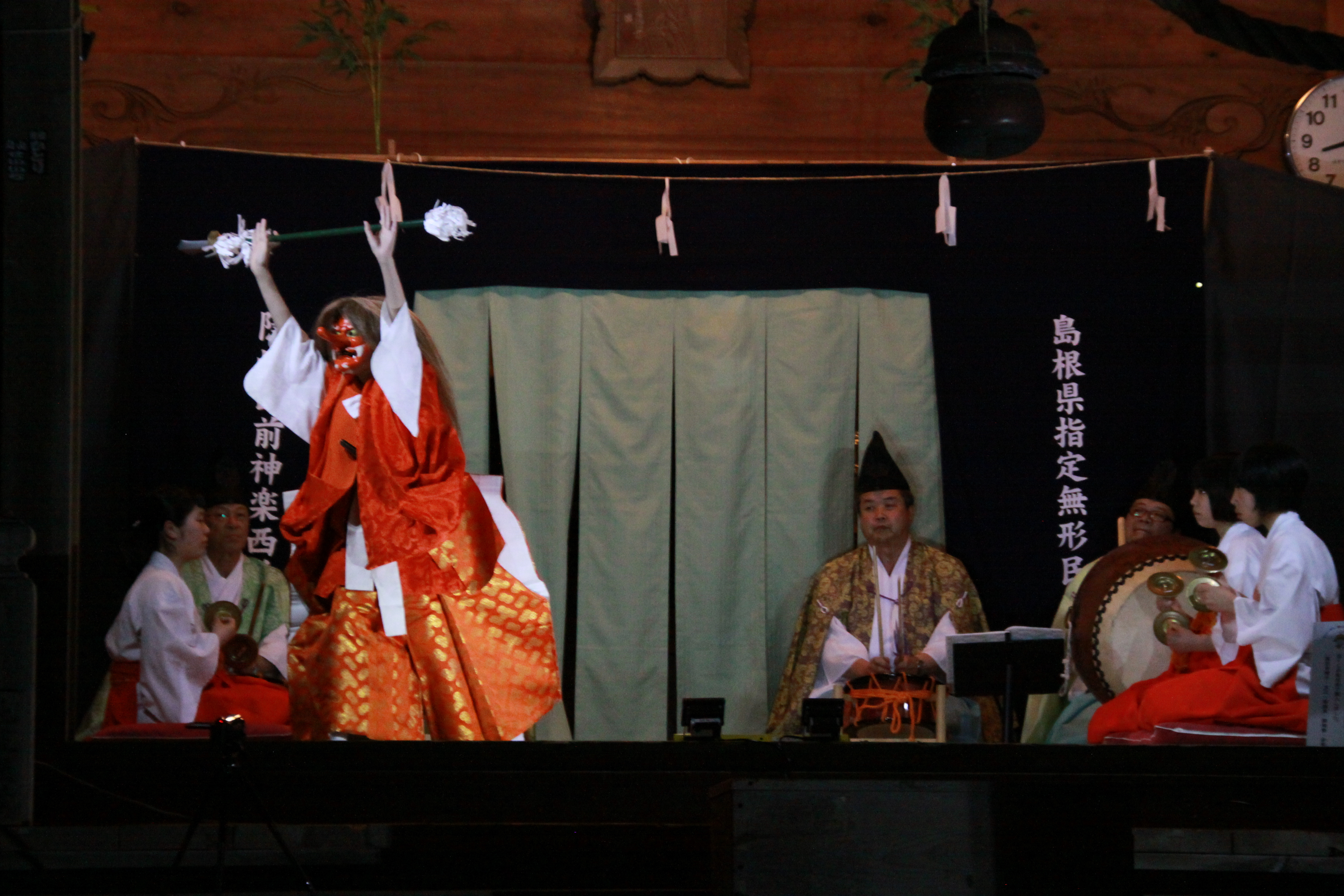
由良比女神社で行われる隠岐島前神楽

隠岐島前神楽（おきどうぜんかぐら）は、島根県隠岐諸島の島前3島で伝承されている神楽である。島根県の無形民俗文化財。

## 概要
島前3島は西ノ島（西ノ島町）、中ノ島（海士町）、知夫里島（知夫村）から成り、各集落の神社において奉納される。かつては祈雨や病気平癒といった祈祷を目的とする「大注連神楽（おおしめかぐら）」、神社では遷座祭での「湯立大神楽（ゆだてだいかぐら）」と平素の祭礼における「大神楽」、豊漁祈願の際の「浜神楽（はまかぐら）」と、目的や行事の大きさによって類別されていたが、現在では夏祭りでの「大神楽」のみが行われている。
毎年行われる西ノ島町美田の焼火神社（7月23日）のものが著名であるが、その他同町浦郷の由良比女神社における海上渡御祭（隔年の7月下旬）、同町船越の高田神社（隔年7月18日）、同町別府の海神社（隔年7月21日）などがあり、特に由良比女神社のものは船上で舞われる点が珍しい。島前3島とともに隠岐諸島を成す島後島に伝承される島後神楽と合わせて「隠岐神楽」と呼ばれていた事もあり、巫女が重要な役割を果たしたり、ほぼ同様の演目を持つなど共通する点も多いが、島後神楽の悠長な囃子に対して、速めで賑やかな囃子であることや、同じ演目でも内容が異なるなどの相異を見せ、現在では「島前神楽」「島後神楽」と別々に呼ばれている。この島前神楽は、（1）巫女による神懸りの形が保存されている、（2）出雲神楽の祖形が遺存すると思われる点があり、古態のままが保存されている、（3）演戯のみでなく神事の要素も保存されている、という事由で、昭和36年（1961年）6月13日に島根県の無形民俗文化財に指定された。

## 伝承
隠岐諸島には古来、特定の神社に属さず、祈祷のための神楽を専業とする社家（しゃけ）と呼ばれる神楽師がおり、島前には5家の社家筋が神楽を伝えたが、現在では秋月・石塚の2家のみが残り、この両家に一般人を加えて組織された隠岐島前神楽保存会で伝承しているほか、各地で同好会が結成されて伝承に努めている。神楽社家は神職と神楽師の中間的な形態で、集落の氏神の祭礼神楽や祈雨や漁業における祈祷神楽を掌った隠岐独特の制度である。この社家の起源は詳らかでないが、島前における幣頭（へいとう。社家筋の筆頭）であった秋月家の家伝によると、その先祖は藤原氏に連なる者で、天文年間（16世紀中葉）以前に隠岐に土着、吉田姓を名乗って来たといい、社家は明治までは京都の吉田家から神楽斎行の許状を得ており、そのため吉田神道の行法が組み込まれたと推定される要素も持つ。

## 神楽場
神楽殿などの常設の施設はなく、演舞に際しては仮設の舞台が設置される。舞台は2間四方の8畳間を基本とするが、その中の方1間（2畳敷分）の範囲で舞う点が特徴である。神楽場の中央上方には天井から「玉蓋（ぎょくがい）」と称す天蓋を吊し、その玉蓋には5色（青、黄、赤、白、紫）の紙垂を垂らすとともに、四方に大幣（おおぬさ）を張り出し、これらを「雲」と称す。また舞場の後方中央に幕を垂らしてそこから演者が出入りし、3方には楽人が座して囃子を担当する。

## 奏楽
囃子手は上述のように舞場を3方から囲み、正面奥の向かって右から「胴（胴長）」と称する長胴太鼓1人と「太鼓」（締太鼓）3人の計4人が、左右側に「手拍子」と称する銅拍子（手平鉦（てひらがね））を担当する者2人ずつが座す。笛はなく、「胴」が始終謡曲のような「神歌」を歌うのが特徴である。また、演奏は4分の4拍子と4分の3拍子が交互に繰り返されるが、日本の伝統音楽において4分の3拍子というのは珍しく、一方で朝鮮の伝統音楽には多いために朝鮮半島との関係を考える上でも注目される。

## 構成
大きく直面（ひためん）で舞われる「舞い」と、神楽面を着した「能」とに大別される。「舞い」には神楽場を清め神々を招く（神招（かみお）ぎ）「前座の舞」や、巫女による「神子（みこ）神楽」があり、「能」には「式三番の能」と「式外（しきがい/しきげ）の能」の2種がある。「能」は出雲地方の沖合に位置するという地理条件から、いわゆる出雲神話を題材とする出雲神楽の影響が指摘でき、特に演目などには佐陀神能の影響がうかがえる。また、今でこそ見られないが、「式外の能」の中に葬祭において舞われるものがあった点も特徴で、現在の「八重垣（やえがき）」はそれを改作したものであるという。なお、かつては夜を徹して演じられ、明け方に巫女が「注連行事（しめぎょうじ）」を舞い、神楽の最重要な神懸りによる託宣が行われたが、明治になって神懸りが禁止されたため、神子神楽にかすかに形式を残すのみとなった。

## 演目
（以下、年度や場所により出入りがあるため、平成3年（1991年）の例をもとに記述する。）
「集まり給へ、四方（よも）の神々」と歌う「寄せ楽（よせがく）」で神楽が開始される。

### 前座の舞
直面の儀式舞。祭場を大幣などで清め、神々を招く。
- 神途舞（かんどまい） - 1人舞で、左手に紙垂を垂らした榊、右手に中啓を採り、「ここは高天原（たかまがはら）なれば」という神歌に合わせて東西南北と天地の6方向を清める。
- 入申（いりもうし） - 奉幣の行事。
- 御座清め・神子舞 - 1人舞。天冠を被り、白の小袖に千早、緋袴を着した巫女が、鈴を左手に採り、右手で袖を取りながら四方に舞い、最後に右回り（反時計回り）、左回り（時計回り）と激しく旋回する舞いとなる。神招ぎの舞いである。
- 散供（さんぐう） - 「幣舞（ぬさまい）」ともいう1人舞。鈴と大幣を採り、鈴を振りながら神楽の由来と趣旨を述べ、その後稲を撒いて6方を拝む。

### 式三番の能
必須とされる儀式的な3番の能。
- 先払い - 1人舞。猿田彦大神の面を被り、長さ2尺程度の竹の両端に紙を巻き付けた「打杖（うちづえ）」を採物に、天孫降臨に先だって邪霊を払う所作をする。
- 湯立（ゆだて） - 最初に巫女姿の「熊野の巫女」が現れ、次いで「御祖神（みおやがみ）」が出て来て榊を振り回し、「熊野の巫女」と問答の末、激しく舞った後に湯に手を入れて湯を浴びる所作をする。
- 随神（ずいじん） - 「八幡（はちまん）」ともいう2人舞。白面で左手に弓、右手に矢を採った「豊間戸奇間戸神（とよまどくしまどのかみ）」と2本の角を持つ黒い鬼面を被った邪神が問答の後、矢で射られた邪神が退散する。

### 式外の能
- 切部（きりべ） - 「市切部（いちきりべ）」ともいう。最初に木花佐久夜姫（このはなさくやひめ）が登場して舞い、次いで建雷之神（たけいかずちのかみ）が登場、木花佐久夜姫は退場して、建雷之神が長胴太鼓を打ちながら戦の有様を語る。胴太鼓の曲打ちが見られる能であるため、盛り上がりを見せる演目でもある。
- 恵比須（えびす） - 当地では地理環境から漁業が盛んで、そこから漁業を司る恵比須神に対する信仰（特に美保神社への信仰）も起こり、信仰の対象である恵比須神を主役とする豊漁祈願の能として舞われている。恵比須神が「打杖」を竿に見立てて鯛を釣る所作を舞い、その後採物を扇に持ち替えて喜びの舞いを舞う。見物人との掛け合いが見られる点も島前神楽では珍しいものとなっている。
- 八重垣 - 素戔嗚尊の八衢の大蛇（やまたのおろち）退治に因んだ能。初めに榊を採物とした奇稲田姫と扇を採物とした翁（足名槌）が登場し、次いで「打杖」を採った素戔嗚尊が登場、素戔嗚尊と翁の掛け合いの後に紙垂をつけた榊を両手に採った八衢の大蛇が登場、素戔嗚尊に退治される。大蛇は蛇ではなく蜥蜴の容姿で、幕から出ずに中腰のまま舞う点が島前神楽の特徴である。

最後に神楽場に集まった神々を還す（昇神）「神戻し（かんもどし）」が奏されて神楽を終える。

### その他
- 舞い児（まいこ） - 神子神楽の1つ。神子神楽には島前神楽の演目として舞われる「本格式」と、それを簡略化して神社の祭典で舞うもの、そしてこの「舞い児」の3種があり、「舞い児」は「本格式」と神社の祭典の両者で適宜舞われている。巫女が1歳未満の幼児を抱き、その無事な成長を祈願するものであるが、「本格式」の場合、主として神楽が行われた翌朝の「朝神楽」で舞われる。
- 式外の能には他に「鵜ノ羽」、「十羅」、「佐陀」という曲がある。

## ギャラリー
以下の写真は由良比女神社で行われた隠岐島前神楽の様子である。

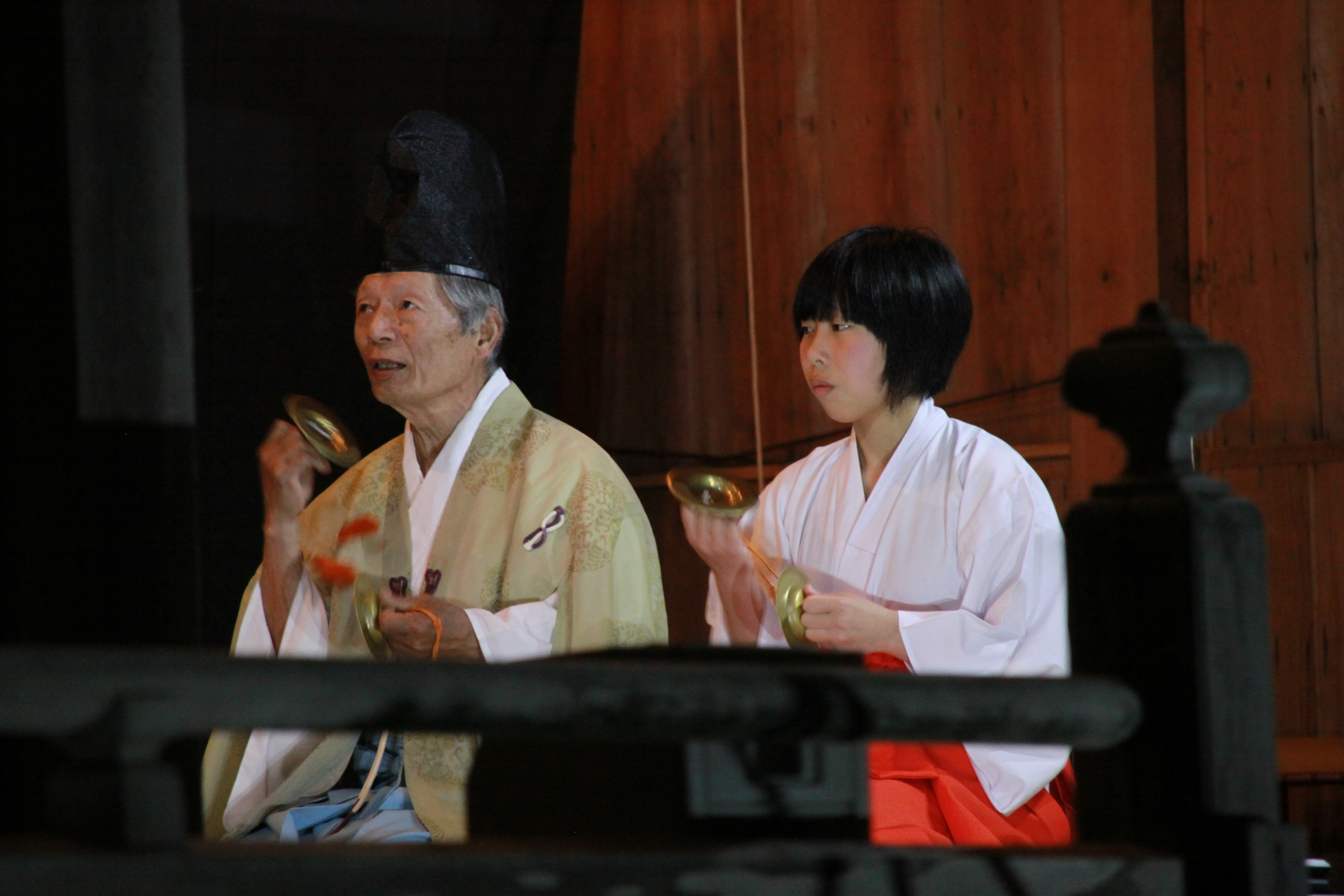
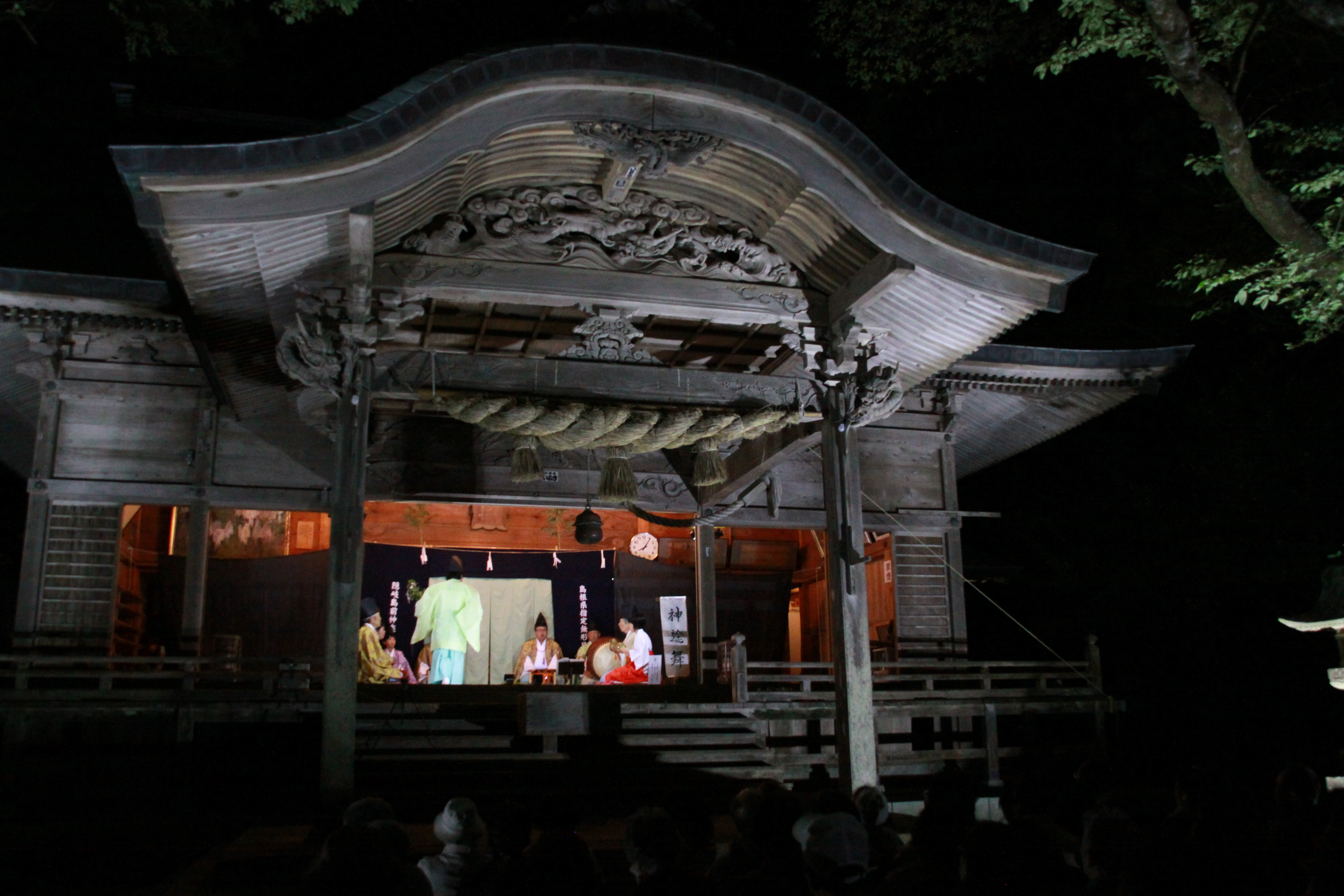
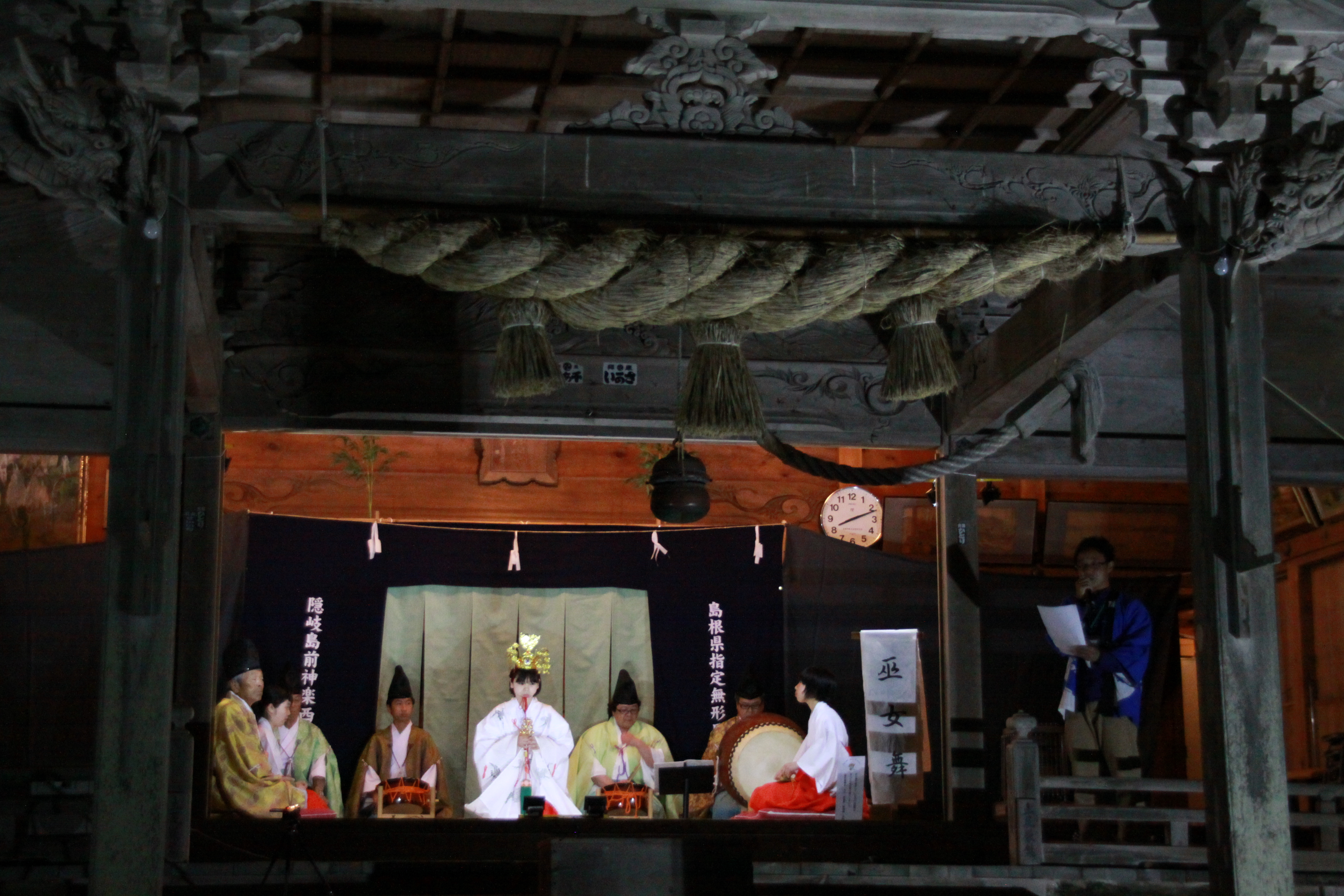
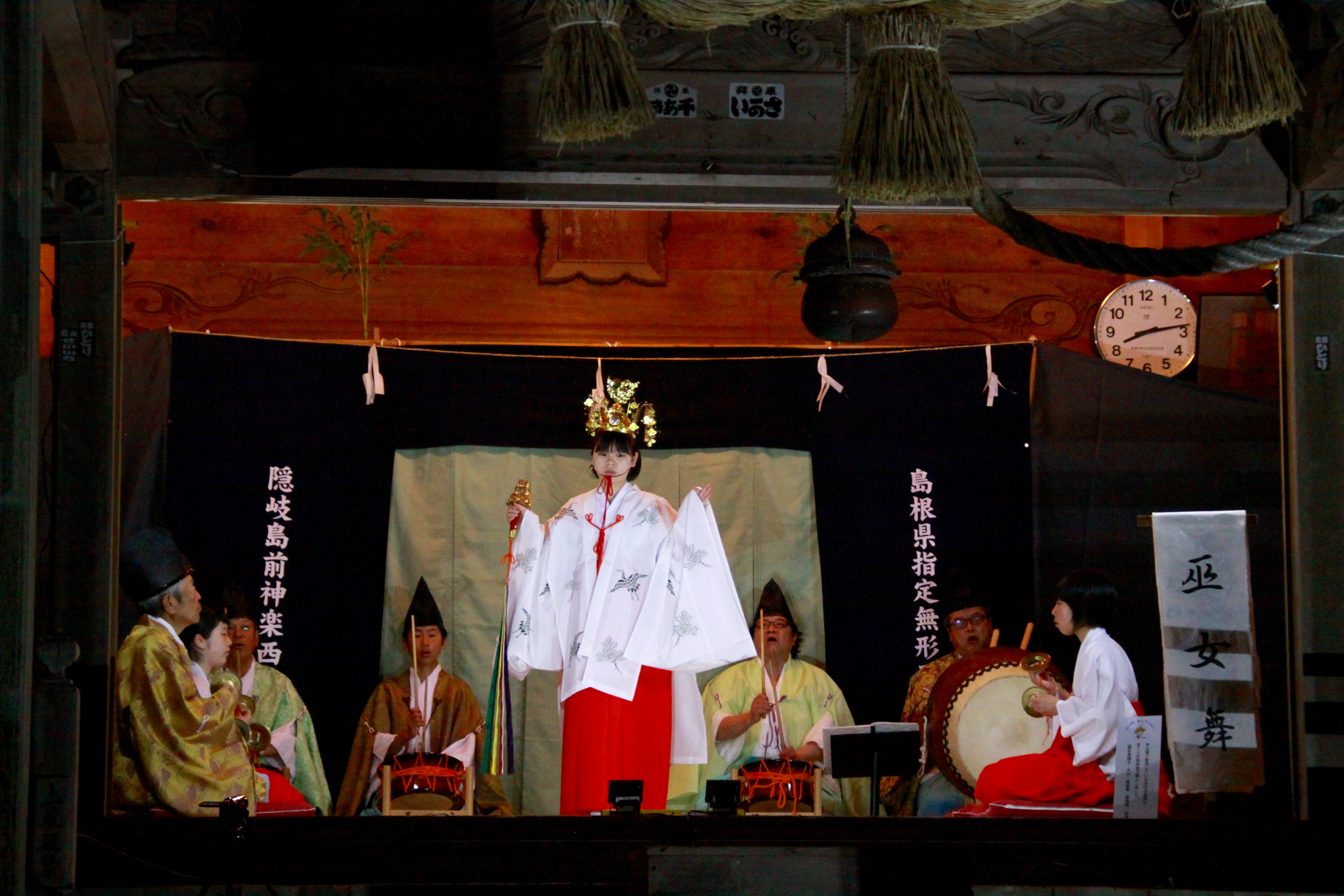
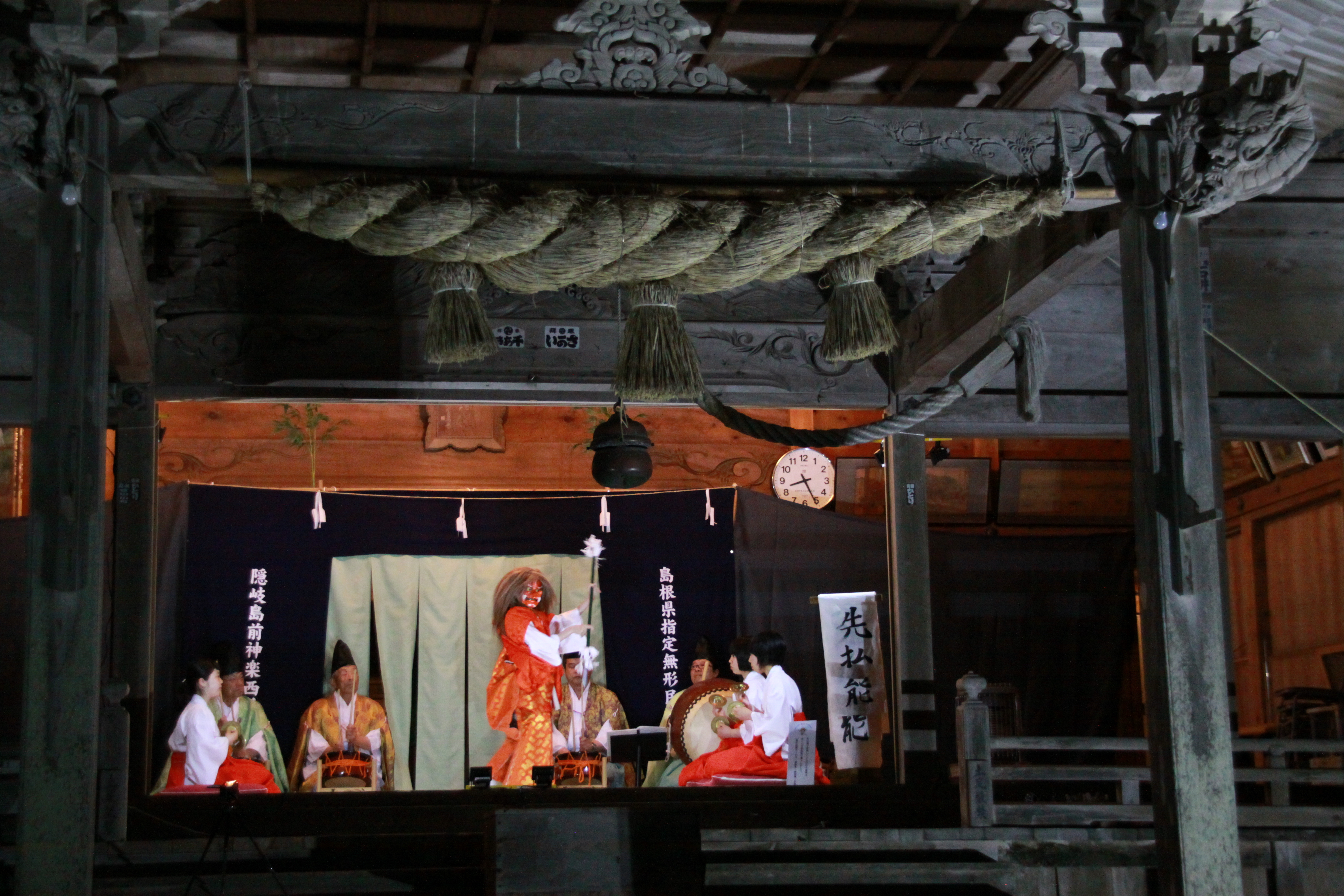
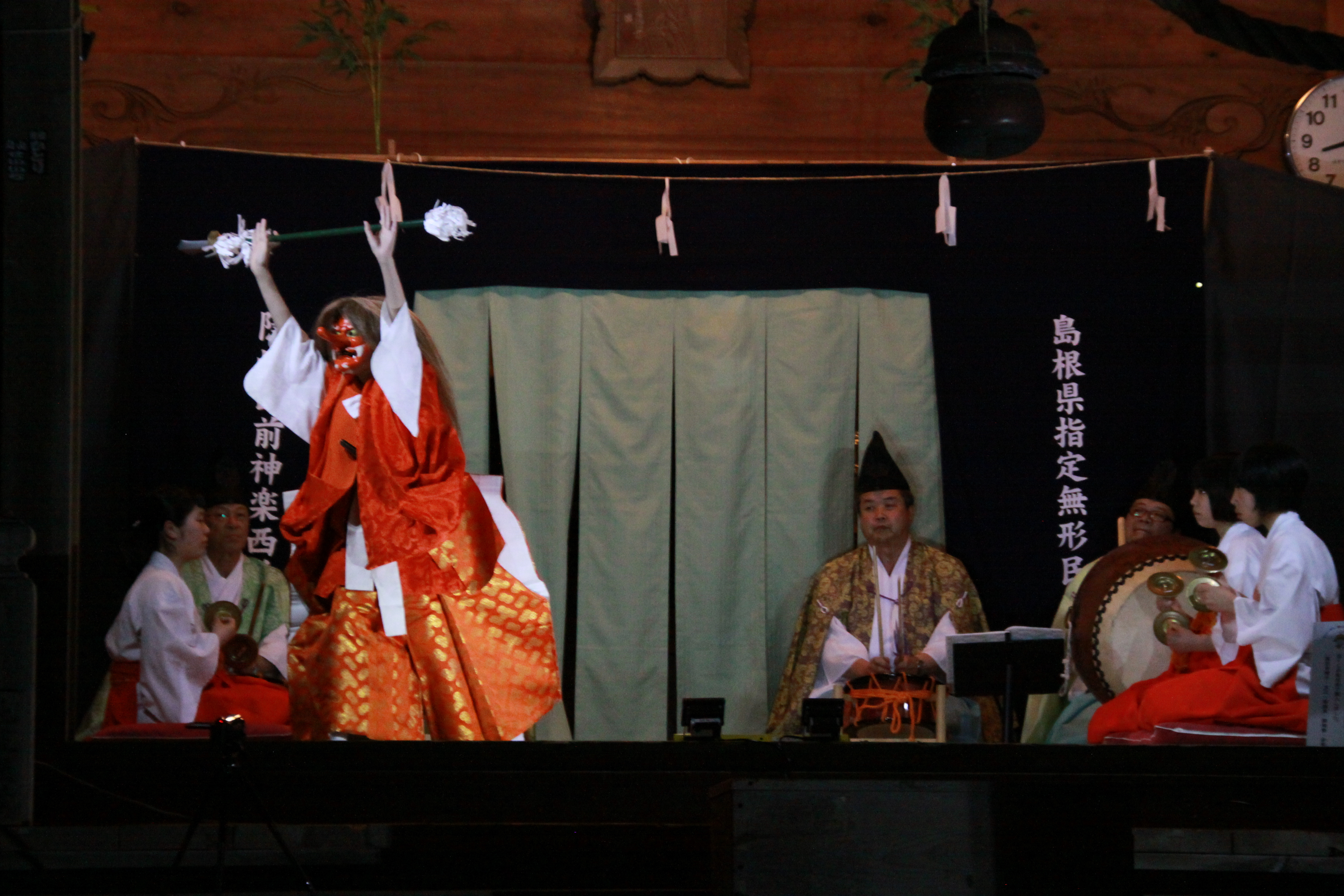
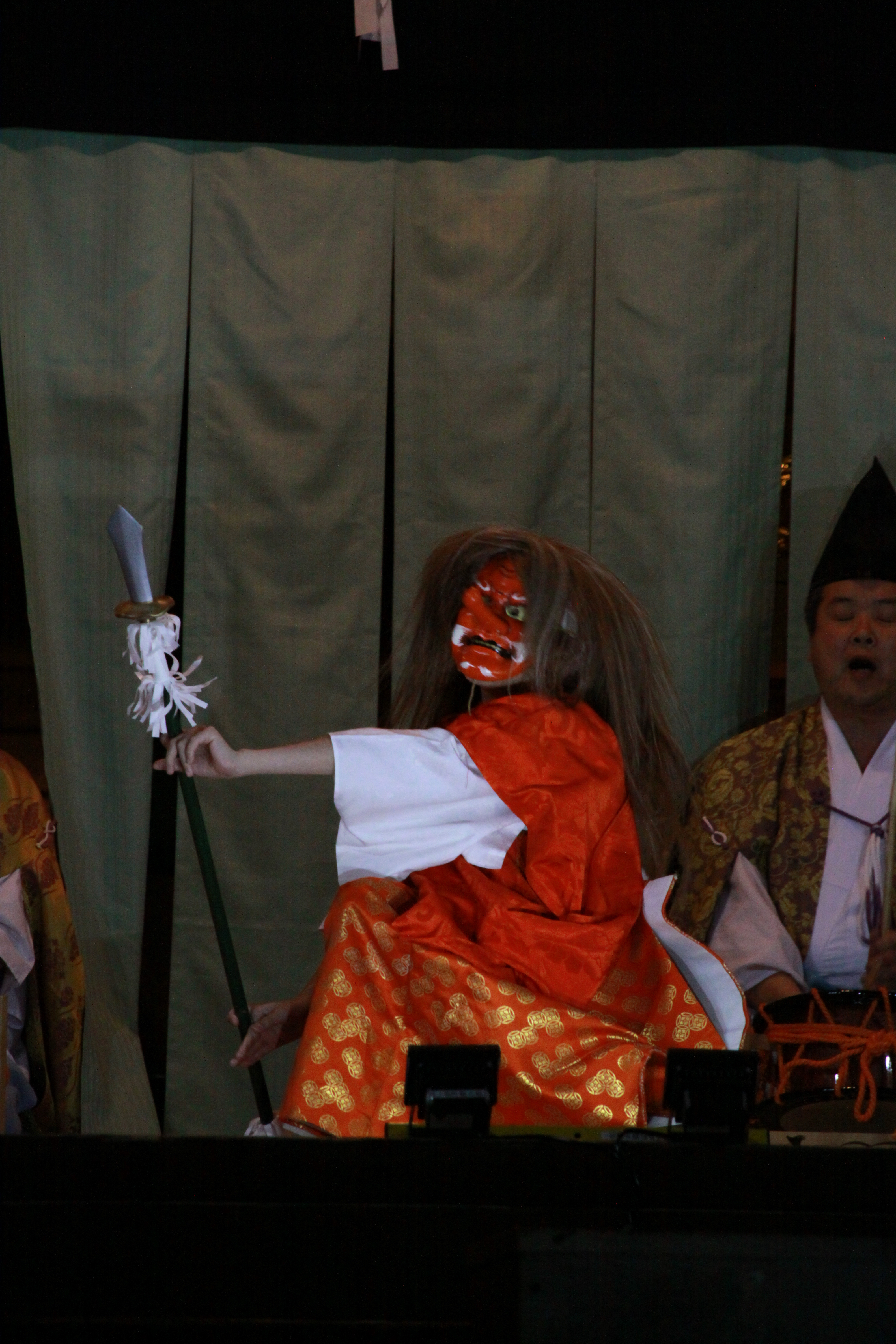
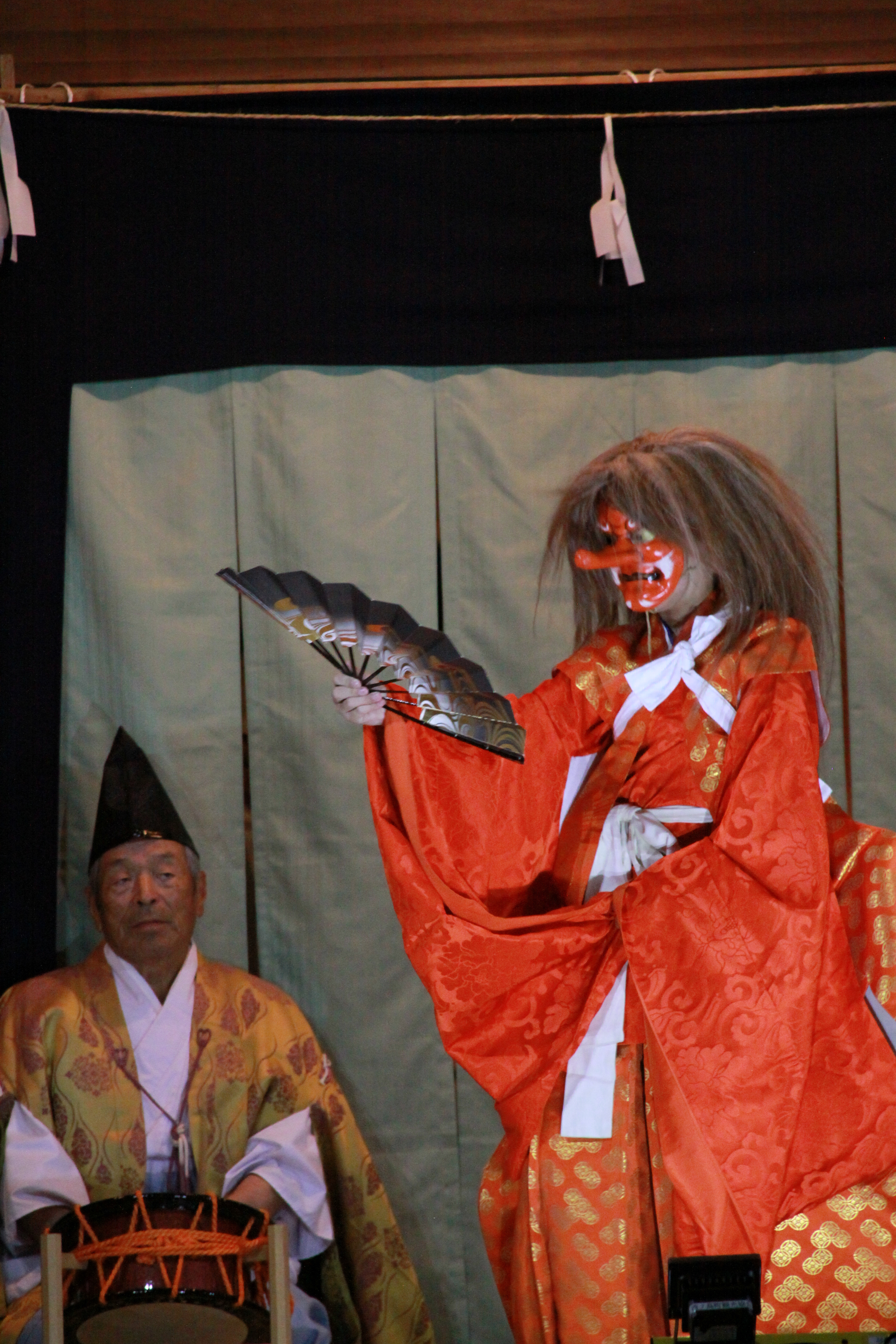
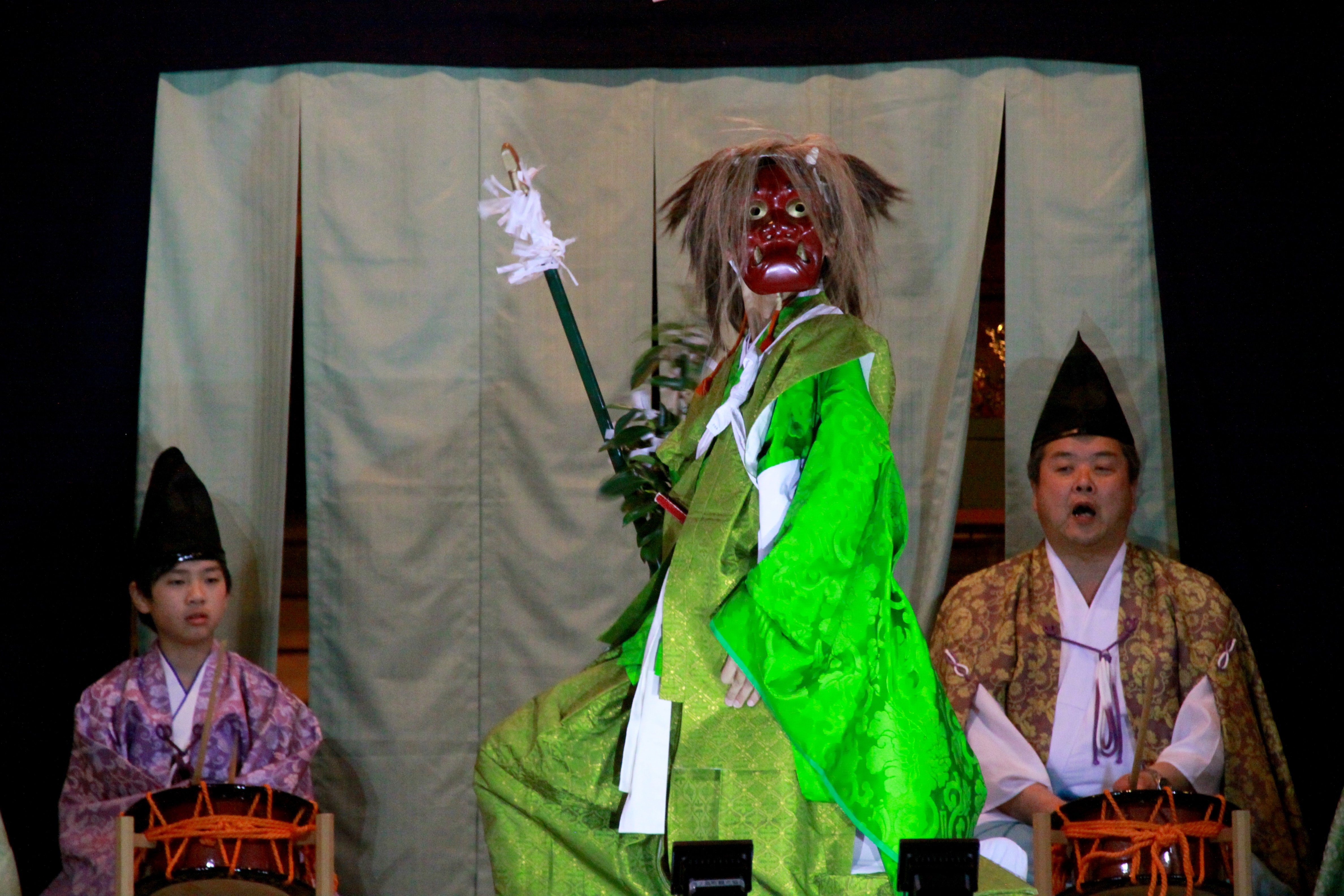
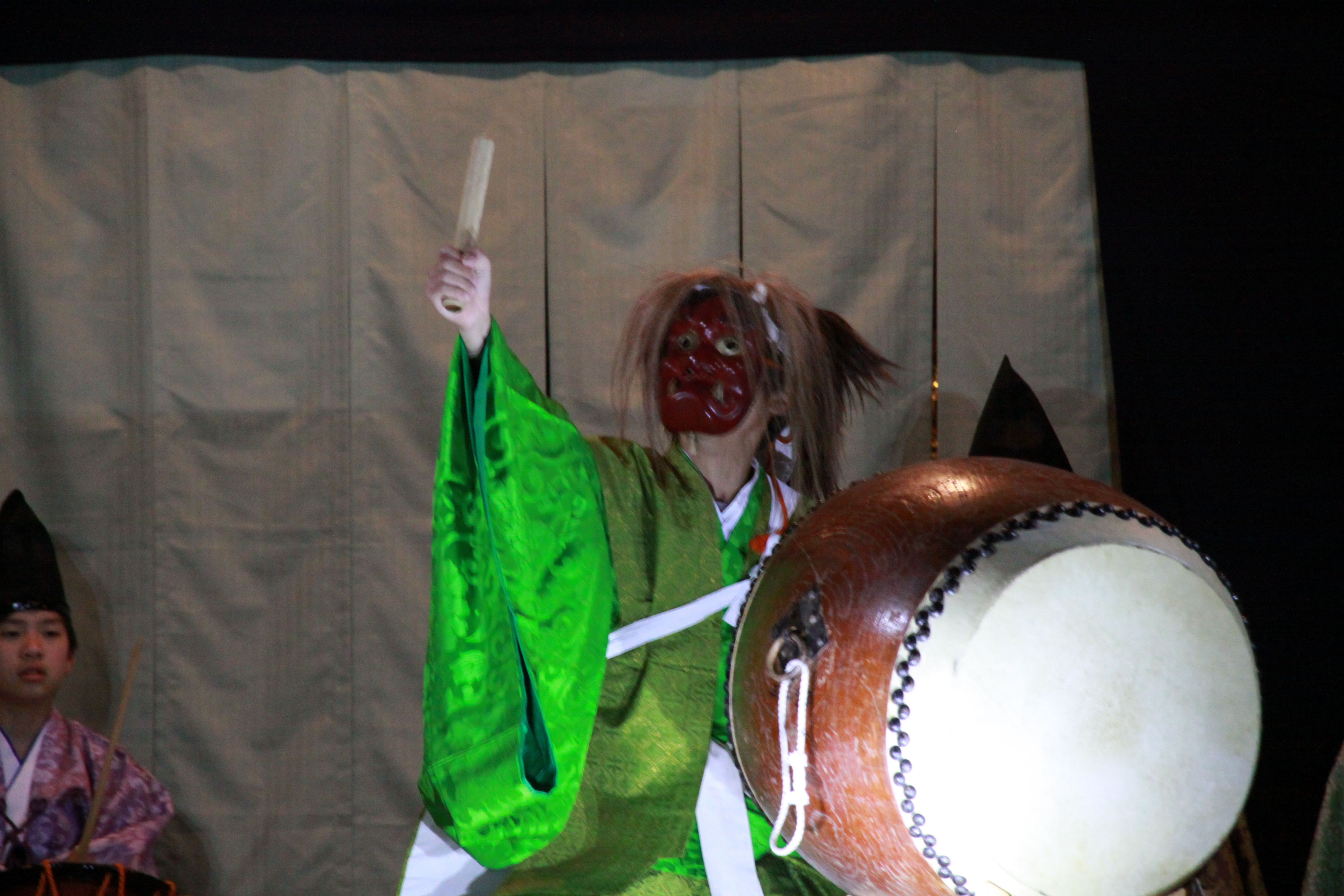
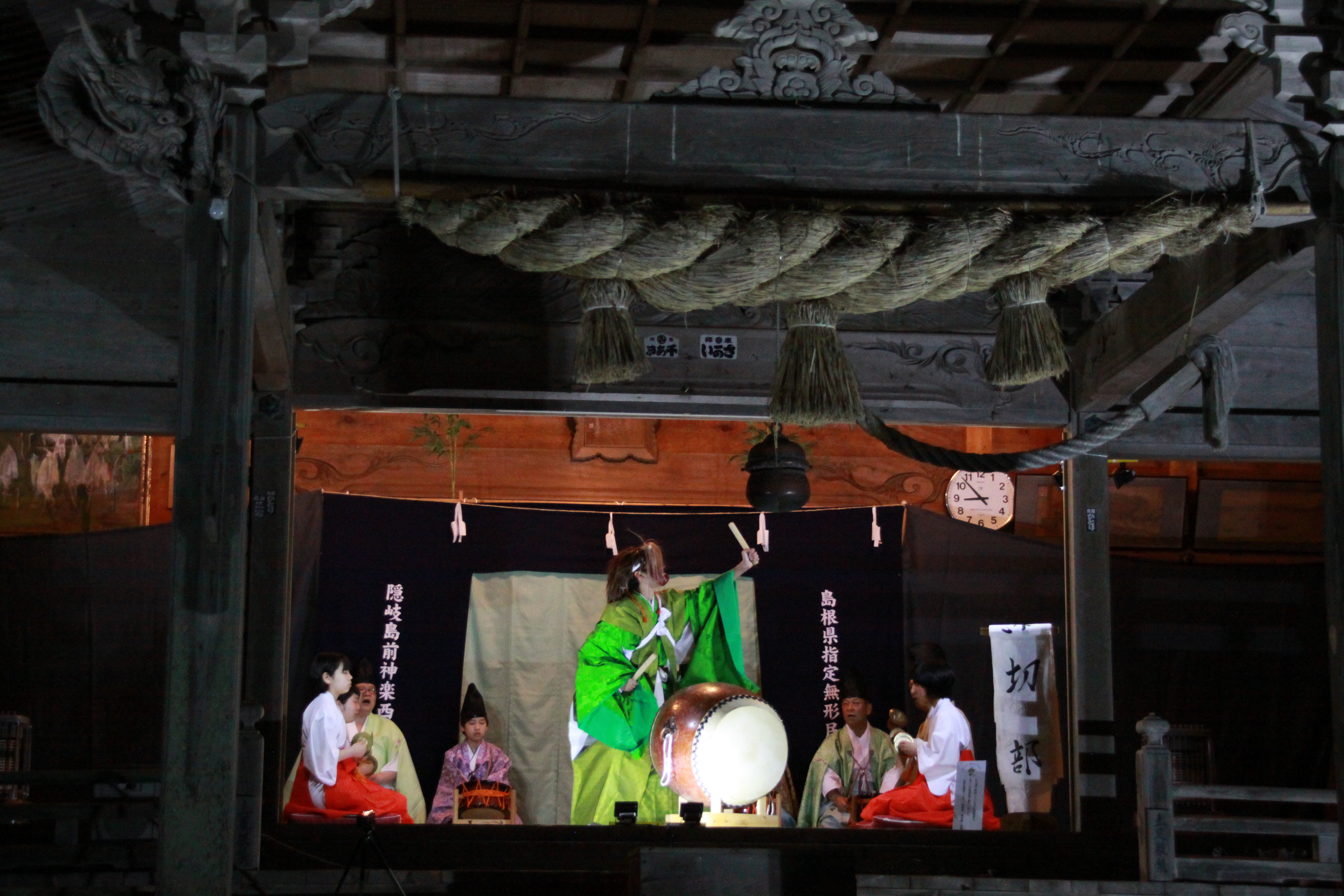
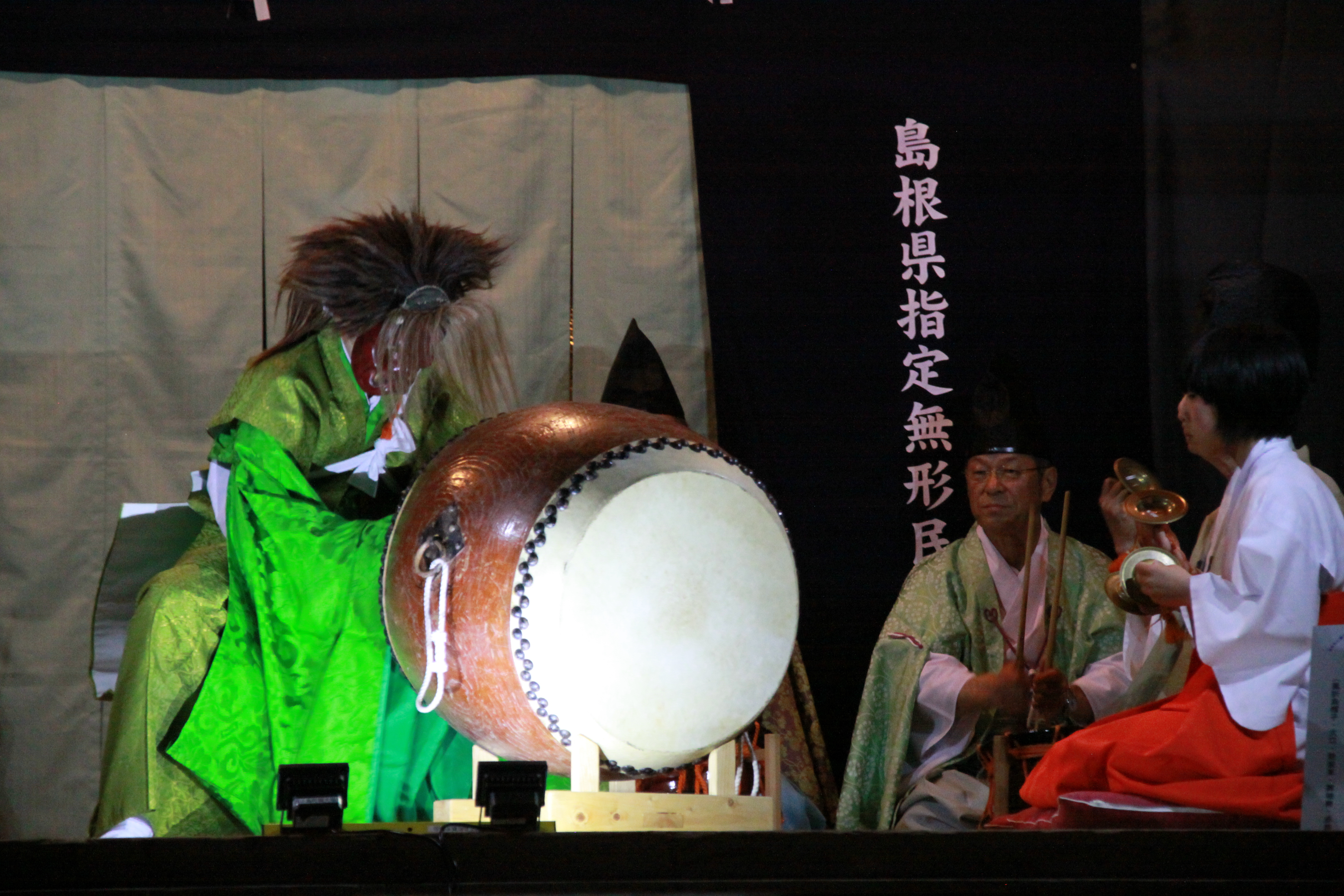